# IC 4834
IC 4834 је спирална галаксија у сазвјежђу Паун која се налази на листи објеката дубоког неба у Индекс каталогу.
Деклинација објекта је - 64° 0' 23" а ректасцензија 19h 16m 31,1s. Привидна величина (магнитуда) објекта IC 4834 износи 13,9 а фотографска магнитуда 14,8. IC 4834 је још познат и под ознакама ESO 104-47, IRAS 19117-6405, PGC 62996.